# Marquise Goodwin
Marquise Goodwin (Lubbock, 19 novembre 1990) è un lunghista e giocatore di football americano statunitense che milita nel ruolo di wide receiver per i Cleveland Browns della National Football League (NFL).
È stato scelto nel corso del terzo giro (78º assoluto) del Draft NFL 2013 dai Buffalo Bills. Al college ha giocato a football all'Università del Texas ad Austin. Ha partecipato ai Giochi olimpici di Londra 2012 arrivando decimo nella gara di salto in lungo.

## Biografia

### Carriera nel football americano

#### Buffalo Bills
Goodwin fu scelto nel corso del terzo giro del Draft 2013 dai Buffalo Bills. Debuttò come professionista nella settimana 1 contro i New England Patriots ricevendo un passaggio senza guadagnare alcuna yard. Il primo touchdown lo segnò nella settimana 6 contro i Cincinnati Bengals, in cui ricevette 2 passaggi per 51 yard. Il secondo TD lo ricevette nella settimana 9 dal quarterback rookie Jeff Tuel contro gli imbattuti Kansas City Chiefs e il terzo due settimane dopo nella vittoria sui New York Jets. La sua stagione da rookie si concluse con 283 yard ricevute e 3 touchdown in 12 presenze, di cui una come titolare. Nella successiva scese in campo in dieci gare, ritornando quattro palloni per 84 yard e ricevendo un passaggio da 42 yard.

#### San Francisco 49ers
Il 10 marzo 2017, Goodwin firmò con i San Francisco 49ers.

#### Philadelphia Eagles
Nel 2020 Goodwin firmò con i Philadelphia Eagles ma nella stagione 2020 decise di non scendere in campo a causa della pandemia di COVID-19.

#### Seattle Seahawks
Il 23 maggio 2022 Goodwin firmò con i Seattle Seahawks. Nella vittoria del settimo turno in casa dei Los Angeles Chargers guidò la squadra con 67 yard ricevute e segnò i primi due touchdown con la nuova maglia.

#### Cleveland Browns
Il 23 marzo 2023 Goodwin firmó con i Cleveland Browns.

### Carriera nell'atletica leggera
Nel 2012 Goodwin viene convocato della nazionale di atletica leggera degli Stati Uniti ai Giochi olimpici di Londra, dopo aver saltato ai trials statunitensi 8,33 m, misura che si sarebbe rivelata sufficiente a vincere il lungo ai successivi Giochi. Tuttavia a Londra, dopo essersi qualificato con un salto di 8,11 m, non andò oltre i 7,80 m in finale, arrivando solamente 10º.
Nel 2015, dopo 3 anni di assenza dalle piste di atletica, torna a gareggiare nel lungo, e in maggio salta 8,37 m, mancando la qualificazione per un soffio ai mondiali di atletica, arrivando quarto. In luglio a Toronto partecipa ai Giochi panamericani, dove saltando 8,27 m vince la medaglia d'argento alle spalle del connazionale Jeff Henderson.

## Palmarès

### Football americano
- National Football Conference Championship: 1

San Francisco 49ers: 2019

### Atletica leggera
| Anno | Manifestazione      | Sede      | Evento         | Risultato | Prestazione | Note                                     |
| ---- | ------------------- | --------- | -------------- | --------- | ----------- | ---------------------------------------- |
| 2008 | Mondiali juniores   | Bydgoszcz | Salto in lungo | Oro       | 7,74 m      | Miglior prestazione personale            |
| 2008 | Mondiali juniores   | Bydgoszcz | 4×100 m        | Oro       | 38"98       |                                          |
| 2011 | Universiadi         | Shenzhen  | Salto in lungo | Argento   | 8,03 m      |                                          |
| 2011 | Mondiali            | Taegu     | Salto in lungo | 13º (q)   | 8,02 m      |                                          |
| 2012 | Giochi olimpici     | Londra    | Salto in lungo | 10º       | 7,80 m      |                                          |
| 2015 | Giochi panamericani | Toronto   | Salto in lungo | Argento   | 8,27 m      | Miglior prestazione personale stagionale |